# Luke Putkonen
Luke Putkonen (né le 10 mai 1986 à Winfield, Illinois, États-Unis) est un lanceur de droitier des Ligues majeures de baseball jouant avec les Tigers de Detroit.

## Carrière
Athlète évoluant à l'Université de Caroline du Nord à Chapel Hill, Luke Putkonen est un choix de troisième ronde des Tigers de Detroit en 2007.
Il fait ses débuts dans le baseball majeur comme lanceur de relève pour les Tigers le 29 avril 2012.
En 2013, il fait 30 présences au monticule comme lanceur de relève des Tigers et remet une moyenne de points mérités de 3,03 en 29 manches et deux tiers lancées.